# Hrîmalivka, Brodî
Hrîmalivka (în ucraineană Грималівка) este un sat în comuna Leșniv din raionul Brodî, regiunea Liov, Ucraina.

## Demografie
Componența lingvistică a localității Hrîmalivka
     Ucraineană (100%)
Conform recensământului din 2001, toată populația localității Hrîmalivka era vorbitoare de ucraineană (100%).